# Zentralamerikaspiele 1926

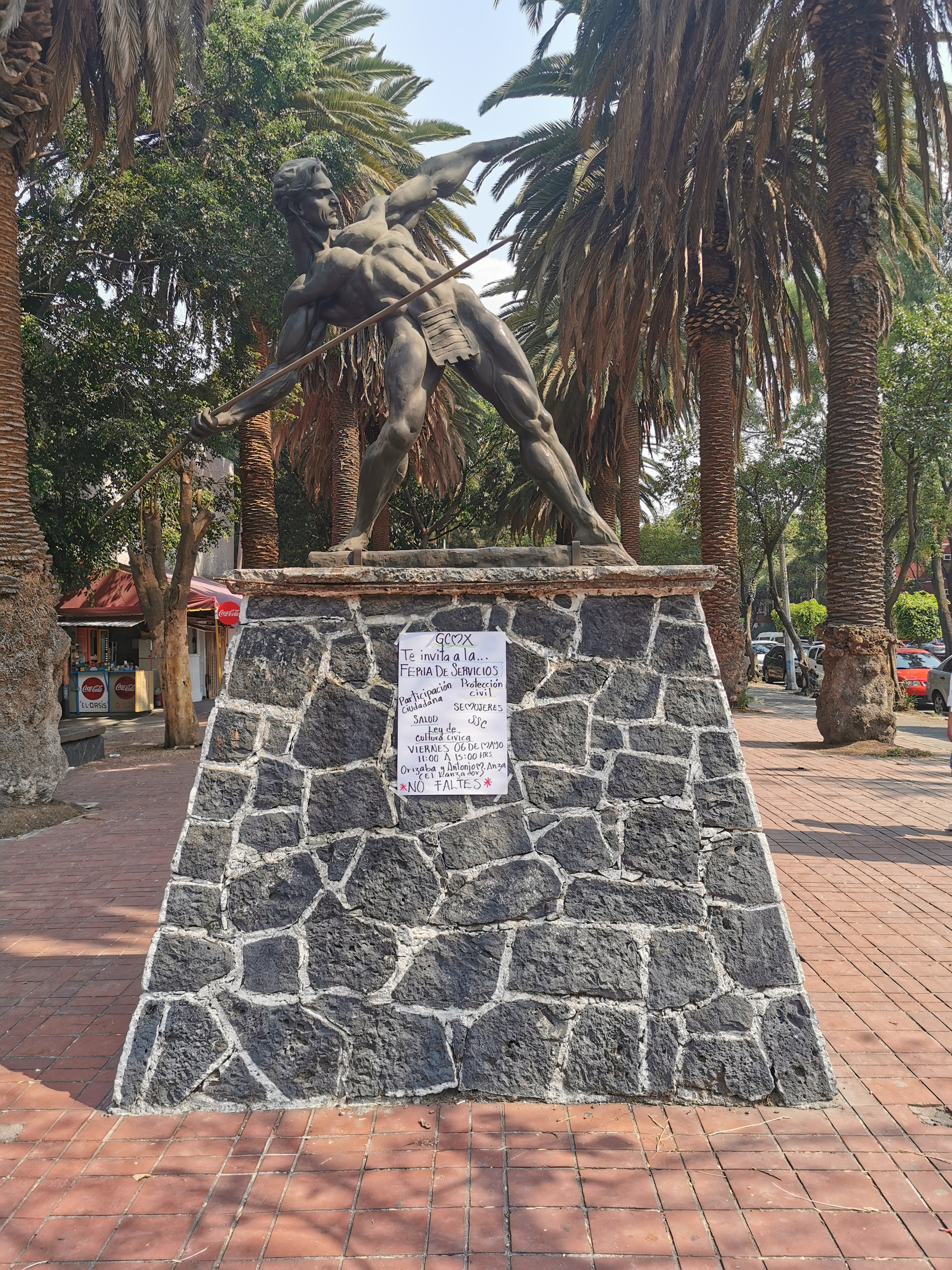
Gedenkskulptur zu den Ersten Zentralamerikanischen und Karibischen Spielen, Mexiko-Stadt.

Die 1. Zentralamerikaspiele fanden vom 30. Oktober bis 2. November 1926 in der mexikanischen Hauptstadt Mexiko-Stadt statt. Erfolgreichste Nation war der Gastgeber, der bei den insgesamt 39 Entscheidungen 25 Goldmedaillen gewann. Die übrigen sicherten sich kubanische Athleten.

## Teilnehmende Nationen
Drei Länder mit insgesamt 269 Athleten nahmen an den Zentralamerikaspielen teil: Gastgeber Mexiko, Kuba und Guatemala.

## Sportarten
Bei den Zentralamerikaspielen waren neun Sportarten im Programm.
| - Baseball - Basketball - Fechten | - Leichtathletik - Schießen - Schwimmen | - Tennis - Volleyball - Wasserspringen |

Fett markierte Links führen zu den detaillierten Ergebnissen der Spiele

## Medaillenspiegel
| Platz | Land      | Gold | Silber | Bronze | Gesamt |
| ----- | --------- | ---- | ------ | ------ | ------ |
| 01    | Mexiko    | 25   | 24     | 18     | 67     |
| 02    | Kuba      | 14   | 15     | 15     | 44     |
| 03    | Guatemala | —    | —      | 3      | 3      |